# 李道玄
李道玄（604年—622年11月25日），唐高祖李渊的五叔李绘的孙子。

## 生平
父亲李贽，追封河南王。李道玄性格谨厚，习技击，举止都雅。618年，李渊建立唐朝，封淮阳王。十五岁，随秦王李世民击宋金刚於介州，作战勇猛，李世民壮之。讨王世充，有功。窦建德屯军虎牢，李世民遣李道玄伏击。战于范汜水，登南坡，夏军大溃败，李世民大喜。平东都，李道玄为洛州总管、洛州刺史。之后为山东道行军总管讨刘黑闼，多次受到褒奖。刘黑闼再次叛乱，李道玄率史万宝战于下博，史万宝没有跟进，道玄战殁，年仅十九岁。史万宝惨败，仅以身免。

## 后事
李世民听说李道玄战死的消息后，痛惜流涕。追赠左骁卫大将军，谥号壮。无子，其弟李道明嗣王位，迁左骁卫大将军。贞观十四年（640年），与武卫将军慕宝节送弘化公主远嫁吐谷浑，因说公主不是太宗之女，被削去王爵，官终郓州刺史。

## 延伸阅读
[在维基数据编辑]
 《舊唐書·卷60》，出自刘昫《舊唐書》
 《新唐書·卷078》，出自《新唐書》